# 시너스 인 더 선
시너스 인 더 선(Sinners In The Sun)은 미국에서 제작된 알렉산더 홀 감독의 1932년 스릴러 영화이다. 캐롤 롬바드 등이 주연으로 출연하였다.

## 출연

### 주연
- 캐롤 롬바드
- 체스터 모리스

### 조연
- 알리슨 스킵워스
- 월터 바이런
- 레지널드 바로우

## 제작진
- 원작자: 밀드레드 크램
- 의상: 트라비스 밴톤